# Parti du peuple pour la reconstruction et la démocratie
 (juin 2017).
Si vous disposez d'ouvrages ou d'articles de référence ou si vous connaissez des sites web de qualité traitant du thème abordé ici, merci de compléter l'article en donnant les références utiles à sa vérifiabilité et en les liant à la section « Notes et références ».
Le Parti du peuple pour la reconstruction et la démocratie (PPRD) est un parti politique de la république démocratique du Congo. Il a été lancé au cours de l’année 2002 par le président de la république, Joseph Kabila. Plus de 200 membres cofondateurs ont signé l’acte de création du parti. Le parti se réclame du centre-gauche et prône la social-démocratie.

## Histoire
Le 31 mars 2002, le Parti du peuple pour la reconstruction et la démocratie (PPRD) est créé et se place « dans la lignée de Patrice Émery Lumumba et de Laurent-Désiré Kabila ». Il revendique une idéologie social-démocrate. Parmi les 253 personnes qui signent l'acte fondateur figure notamment Vital Kamerhe. Celui-ci est nommé ministre de l'Information du gouvernement de transition le 30 juin 2003. En 2004, il est élu Secrétaire général du PPRD.
Après l'élection présidentielle de 2006 remportée par Joseph Kabila, les élections législatives de 2006 voient la victoire de l'Alliance pour la majorité présidentielle (AMP) de Joseph Kabila, qui remporte près de 200 sièges, dont 111 pour le PPRD. Vital Kamerhe est élu le 28 décembre 2006 président de l'Assemblée nationale. 
Moïse Katumbi, gouverneur de la province du Katanga de février 2007 au 29 septembre 2015, personnalité importante du PPRD, qui avait soutenu Joseph Kabila en 2006 et 2011, démissionne du gouvernorat et du PPRD et se prépare à une candidature présidentielle. Il rejoint alors le Front citoyen 2016.
En janvier 2021, 42 députés du PPRD quittent le Front commun pour le Congo (FCC) pour l'Union sacrée pour la nation (USN).
Pour les élections présidentielle, législatives, municipales et provinciales de 2023, le PPRD boycotte le scrutin, critiquant le processus électoral et les institutions chargées de vérifier son bon déroulement comme la Commission électorale nationale indépendante.
En avril 2025, Joseph Kabila revient en RDC. Peu après un bref retour de Kabila à Goma, le ministre de l'Intérieur « suspend les activités » du PPRD en raison d'un « silence complice » à propos des combats dans l'est de la RDC entre le M23 et les forces armées de la RDC. De son côté, le ministère de la Justice demande au procureur général auprès de la Cour de cassation d'engager des poursuites contre Kabila, accusé de « participation directe » au M23. En mai 2025, le gouvernement congolais saisit la justice pour obtenir la dissolution du PPRD. Le ministre de l'Intérieur justifie sa demande par des « actes de complicité » de dirigeants du parti avec les groupes armés de l'est du pays.

## Idéologie
L'idéologie du PPRD est la social-démocratie.

## Dirigeants
Emmanuel Ramazani Shadary est désigné secrétaire permanent du parti et prend ses fonctions le 26 février 2018 dans le but de conduire la formation politique aux élections législatives et présidentielle de 2018.

## Historique des dirigeants du PPRD
| Liste des secrétaires généraux | Liste des secrétaires généraux | Liste des secrétaires généraux adjoints | Liste des secrétaires généraux adjoints                          |
| ------------------------------ | ------------------------------ | --------------------------------------- | ---------------------------------------------------------------- |
| 2002                           | Ghislain Chikez Diemu          | 2002                                    | Paul Bondoma Ayanne Sombo Safi Anastasie Moleko Moliwa           |
| 2004                           | Vital Kamerhe                  | 2004 2005                               | Marie-Ange Lukiana Mufwankol Philémon Mukendi Maker Mwangu Famba |
| 2007                           | Évariste Boshab                | 2007                                    | Marie-Madeleine Mienze Kiaku                                     |
| 2015                           | Henri Mova Sakanyi             | 2015                                    | Micheline Kulumba Emmanuel Shadary Tunda ya Kasende              |

| Liste des secrétaires permanents | Liste des secrétaires permanents |
| -------------------------------- | -------------------------------- |
| 2018                             | Emmanuel Ramazani Shadary        |

## Personnalités du PPRD
- Aubin Minaku Ndjalandjoko
- Antoine Ghonda
- Marco Banguli
- Marie-Ange Lukiana Mufwankol
- Théophile Mbemba Fundu
- Jeannine Mabunda Lioko Mudiayi
- Salomon Banamuhere Baliene
- Kikaya Bin Karubi
- Norbert Nkulu Mitumba Kilombo
- Floribert Kaseba Makunko
- Jacqueline Penge Sanganyoi
- Marie-Louise Mwange
- Léonard She Okitundu
- Philomène Omatuku
- Évariste Boshab
- Philémon Mukendi
- Gaston Musemena
- Pascal Tutu
- Auguy Musafiri
- Jean-Bertrand Ewanga
- Henry Mova Sakanyi

## Résultats électoraux

### Élections législatives
| Élections | Voix | %    | Sièges    |
| --------- | ---- | ---- | --------- |
| 2006      |      | 22.2 | 111 / 500 |
| 2011      |      |      | 62 / 500  |
| 2018      |      |      | 52 / 500  |